# 埃尔斯河畔索纳克
埃尔斯河畔索纳克（法語：Sonnac-sur-l'Hers，法語發音：[sɔnak syʁ lɛʁs] ⓘ）是法国奥德省的一个市镇，属于利穆区。

## 地理
埃尔斯河畔索纳克（43°0'14"N, 1°59'35"E）面积13.74 平方千米，位于法国奧克西塔尼大區奥德省，该省份为法国南部沿海省份，北起塔恩省，西北接上加龙省，西接阿列日省，南至东比利牛斯省，东临地中海，东北与埃罗省接壤。
与埃尔斯河畔索纳克接壤的市镇（或旧市镇、城区）包括：卡蒙、蒙贝勒、沙拉布尔、科比耶尔、库尔托利、圣伯努瓦。

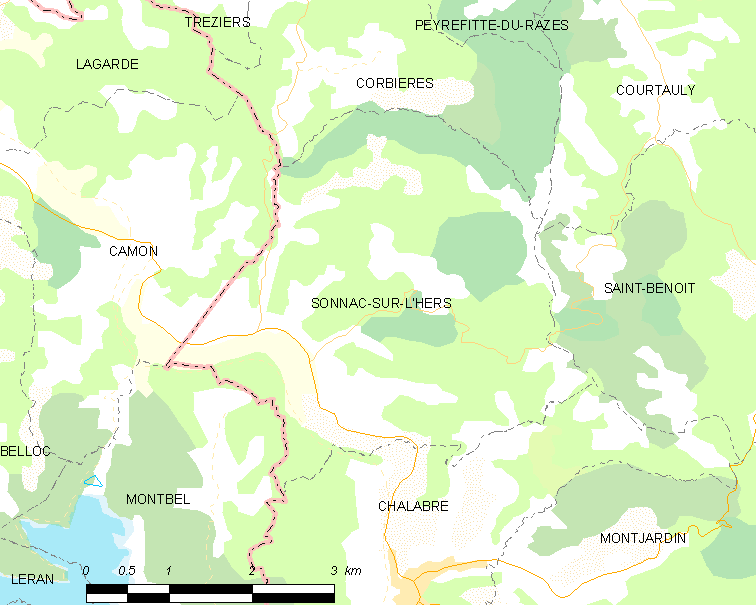
埃尔斯河畔索纳克的OSM定位图

埃尔斯河畔索纳克的时区为UTC+01:00、UTC+02:00（夏令时）。

## 行政
埃尔斯河畔索纳克的邮政编码为11230，INSEE市镇编码为11380。

## 政治
埃尔斯河畔索纳克所属的省级选区为上奥德河谷县。

## 人口

1962-2008年间埃尔斯河畔索纳克人口变化图示

埃尔斯河畔索纳克于2022年1月1日时的人口数量为137人。